# Втора латинска война
Втората латинска война е въоръжен конфликт между Римската република и градовете на Латинския съюз от 340 до 338 г. пр.н.е.

## Предистория
Причина за войната е недоволствота на общините на Латинския съюз от завоевателната политика на Рим и от зависимото им положение.
През 358 г. пр.н.е. латинските племена, за първи път от много време насам, изпращат в помощ на Рим войници, дпоред условията на Касиевия договор, сключен в края на Първата латинска война около 493 г. пр.н.е.
Рим печели скоро главна позиция в съюза. От 343 пр.н.е. се води първата самнитска война и латините искат повече права и независимост от Рим. През 340 пр.н.е. латинска делегация иска да се образува държава, в която латините да бъдат приети в сената с равни правни. Римляните отказват и се започва война. Римляните прекратяват войната със самнитите и се съюзяват с тях. Латините нахлуват в Самниум и в битката при Везувий през 339 пр.н.е. са победени. Римляните имат победа и във втората битка през 338 пр.н.е. при Трифанум и скоро завземат всички латински градове, които частично се романизират. От завладяната територия (ок. 6.000 км²) се образува провинция Лацио.